# Ceriagrion mourae
Ceriagrion mourae är en trollsländeart som beskrevs av Elliot C.G. Pinhey 1969. Ceriagrion mourae ingår i släktet Ceriagrion och familjen dammflicksländor. IUCN kategoriserar arten globalt som livskraftig. Inga underarter finns listade i Catalogue of Life.